# Robert Arias
Robert Alberto Arias Sancho (San José, 18 de marzo de 1980)  es un exfutbolista costarricense. Actualmente es el gerente deportivo del Municipal Pérez Zeledón.

## Trayectoria
Robert Arias jugó de defensa en equipos como el Club Sport Herediano, Municipal Pérez Zeledón y el Club Deportivo Heredia (Guatemala) para luego retirarse como  jugador activo en el Municipal Pérez Zeledón (Costa Rica) en el año 2014.
Inició una nueva etapa como director de ligas menores en el Municipal Pérez Zeledón, para luego pasar a ser asistente técnio del equipo de Primera División. 
Posteriormente, fue nombrado como Director Técnico del equipo de Curridabat FC de la Segunda División de Costa Rica (Liga de Ascenso) y de Fútbol Consultants Moravia
Luego de su retiro como jugador de y fútbol, incursionó en el mundo del baloncesto donde por sus cualidades natas fue fichado (por dos torneos cortos) por el equipo de Los BasketBoys (Equipo Semi-Profesional de Costa Rica) donde milita actualmente y entre sus logros se encuentra el coronarse campeón del torneo de verano del año 2016.

### Selección nacional
Robert Arias participó en dos Copas Mundiales inferiores: el mundial infantil de  Egipto en 1997 y el juvenil de Nigeria en 1999. 
Además de ellos, participó en la Copa América de 2001 disputada en Colombia y fue parte del proceso clasificatorio rumbo al Mundial de Corea y Japón en 2002, aunque finalmente no fue llevado al torneo.

## Clubes

### Como jugador
| Club                    | País       | Año       |
| ----------------------- | ---------- | --------- |
| C. S. Herediano         | Costa Rica | 1998-2011 |
| Municipal Pérez Zeledón | Costa Rica | 2011-2012 |
| C. D. Heredia           | Guatemala  | 2012-2013 |
| Municipal Pérez Zeledón | Costa Rica | 2013-2014 |

### Como asistente técnico
| Club                  | País       | Año       |
| --------------------- | ---------- | --------- |
| UCR Fútbol Club       | Costa Rica | 2018-2019 |
| La U Universitarios   | Costa Rica | 2019-2020 |
| Guadalupe Fútbol Club | Costa Rica | 2021-2022 |
| Municipal Liberia     | Costa Rica | 2025      |

### Como técnico
| Club                                  | País       | Año         |
| ------------------------------------- | ---------- | ----------- |
| Municipal de Pérez Zeledón U-15       | Costa Rica | 2015 - 2016 |
| Curridabat Fútbol Club                | Costa Rica | 2016 - 2017 |
| Club Social y Deportivo Suchitepéquez | Guatemala  | 2019        |
| Asociación Deportiva Ramonense        | Costa Rica | 2020-2021   |
| Coatepeque Fútbol Club                | Guatemala  | 2022        |
| Municipal Garabito                    | Costa Rica | 2022        |
| Inter de San Carlos                   | Costa Rica | 2023-2024   |
| Fútbol Consultants Desamparados       | Costa Rica | 2024        |

## Participaciones internacionales

### Copa del Mundo
| Mundial                               | Sede    | Resultado     |
| ------------------------------------- | ------- | ------------- |
| Copa Mundial de Fútbol Sub-17 de 1997 | Egipto  | Primera ronda |
| Copa Mundial de Fútbol Sub-20 de 1999 | Nigeria | Segunda ronda |

### Copa América
| Copa América      | Sede     | Resultado     |
| ----------------- | -------- | ------------- |
| Copa América 2001 | Colombia | Segunda ronda |